# Ordine degli Omayyadi
L'Ordine degli Omayyadi è il più alto degli ordini cavallereschi della Siria.

## Storia
L'Ordine è stato fondato il 12 luglio 1934.

## Classi
L'Ordine dispone delle seguenti classi di benemerenza:
- Membro di I Classe
- Membro di II Classe
- Membro di III Classe

## Insegne
- Il nastro è verde con strette strisce nere e bordi bianchi.